# A Gyermekvasút biztosítóberendezései
A Gyermekvasút biztosítóberendezései különfélék. Összesen hatféle biztosítóberendezés található az egész vonalon. A legkorszerűbb biztosítóberendezés 2016-ig a Domino-Integra system D55-ös változata volt Szépjuhászné állomáson, 2017-től pedig a Hűvösvölgybe telepített D70-es berendezés.
A legegyszerűbb berendezés Virágvölgy és Jánoshegy állomáson található, ez a váltózáras biztosító berendezés.
| állomás       | váltóállítás   | vágányútlezárás        | biztosítóberendezés              |
| ------------- | -------------- | ---------------------- | -------------------------------- |
| Széchenyihegy | vonóvezetékkel | vágányúti kallantyúval | Siemens-blokkos (Siemens-Halske) |
| Csillebérc    | elektromosan   | elektromosan           | VES elektrodinamikus             |
| Virágvölgy    | helyszínen     | váltózárkulccsal       | váltózárkulcsos                  |
| Jánoshegy     | helyszínen     | váltózárkulccsal       | váltózárkulcsos                  |
| Szépjuhászné  | elektromosan   | elektromosan           | Domino55                         |
| Hárshegy      | helyszínen     | retesszel              | központi reteszes                |
| Hűvösvölgy    | elektromosan   | elektromosan           | Domino70                         |

## A biztosítóberendezések feladata
A biztosítóberendezések elsődleges lényege a szerkezeti függés biztosítása a jelzők, és a váltók között (tehát a jelző addig nem állítható "szabad" állásba, amíg az érintett váltó nincs lezárva, és addig nem oldható fel a váltó, amíg a jelző szabad állásban van).
Ez a berendezés ezt biztosítja úgy, hogy a váltókezelő a váltón található váltózár kulcsát beviszi a forgalmi irodában található berendezés kulcsnyílásba hekyezi  és ott, elfordítja, és a jelző ezt követően állíthatóvá válik. 
Ilyen berendezés Virágvölgy és Jánoshegy állomáson található.